# Teatro Chacaíto
El Teatro Chacaíto es el nombre que recibe una sala de teatro localizada en el este de Caracas, específicamente en el Municipio Chacao del Distrito Metropolitano de Caracas, allí se presentan todo tipo de eventos teatrales, culturales y artísticos incluyendo conciertos y programación para niños y adultos.
Debe su nombre al lugar donde se encuentra el Centro Comercial Chacaíto de Caracas, entre la Avenida Francisco Solano López y la Avenida Casanova, localizado cerca de una estación de metro y metrobús de Caracas. Después de años de abandono fue renovado y reacondicionado por particulares.